# Chianche
Chianche község (comune) Olaszország Campania régiójában, Avellino megyében.

## Fekvése
A megye keleti részén fekszik. Határai: Altavilla Irpina, Ceppaloni, Petruro Irpino, San Nicola Manfredi, Sant’Angelo a Cupolo és Torrioni. A település a Partenio-hegység lábainál fekszik, a Sabato folyó völgyében.

## Története
Első említése 1301-ből származik. A következő századokban nemesi birtok volt. A 19. században nyerte el önállóságát, amikor a Nápolyi Királyságban felszámolták a feudalizmust. A település neve valószínűleg a latin planca szóból ered, amelynek jelentése tál és mely az évszázadok során átalakult Chianca majd a ma is használatos Chianche formára.

## Népessége
A népesség számának alakulása:

## Főbb látnivalói
- a 9. században épített vár romjai
- egy középkori kapu
- a középkori központ szűk utcái és lépcsősorai